# Howsham (Lincolnshire)
Howsham – osada w Anglii, w Lincolnshire, w dystrykcie (unitary authority) North Lincolnshire. Leży 16,6 km od miasta Scunthorpe, 34 km od Lincoln i 224,9 km od Londynu. Howsham jest wspomniana w Domesday Book (1086) jako Usun.